# Feuquières
Feuquières ist eine französische Gemeinde mit 1396 Einwohnern (Stand 1. Januar 2022) im Département Oise in der Region Hauts-de-France. Sie gehört zum Arrondissement Beauvais und zum Kanton Grandvilliers.

## Geographie
Die Gemeinde Feuquières liegt am Westrand der Bocage-Landschaft Pays de Bray auf kalkhaltigem Boden ohne oberirdische Fließgewässer. Durch die Gemeinde verläuft die Bahnstrecke von Aumale (Seine-Maritime) über Abancourt und Grandvilliers nach Beauvais mit einem Haltepunkt (früherer Bahnhof Feuquières-Broquiers). Im Jahr 1918 wurde eine Militärbahnstrecke nach Ponthoile im Département Somme eröffnet, die aber nach dem Ende des Ersten Weltkriegs wieder abgebaut wurde. Nachbargemeinden von Feuquières sind Broquiers im Nordwesten und Norden, Sarcus im Nordosten, Brombos im Osten, Hautbos im Südosten, Omécourt im Süden sowie Saint-Arnoult im Westen.

## Bevölkerungsentwicklung
| Jahr                       | 1962 | 1968 | 1975 | 1982 | 1990 | 1999 | 2006 | 2013 | 2021 |
| Einwohner                  | 1158 | 1238 | 1524 | 1561 | 1397 | 1550 | 1568 | 1512 | 1355 |
| Quellen: Cassini und INSEE |      |      |      |      |      |      |      |      |      |

## Sehenswürdigkeiten
- Kirche Notre-Dame (13. Jahrhundert)
- Kapelle Notre-Dame
- Kapelle Notre-Dame-du-Bon-Secours
- Wasserturm

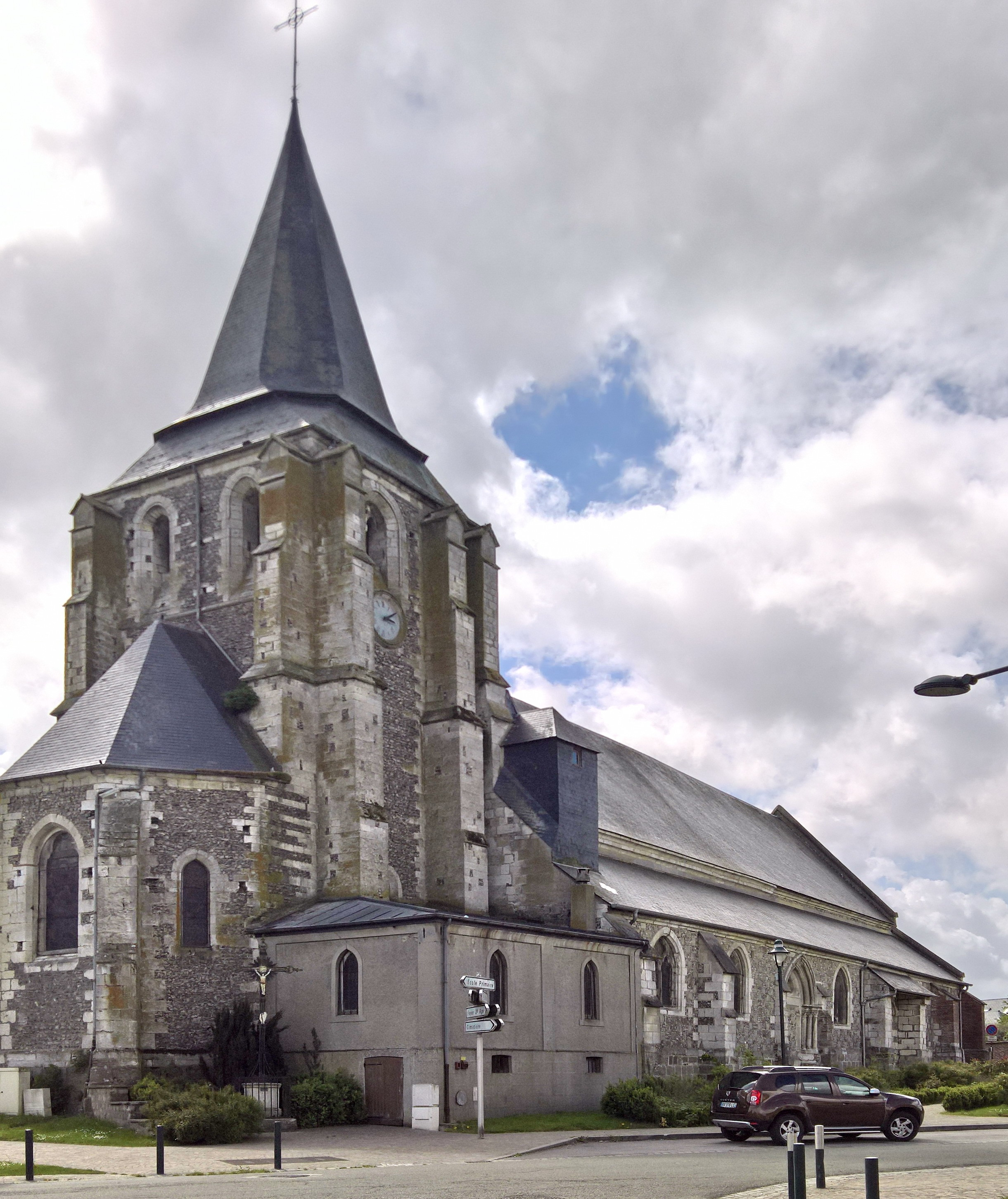
Kirche Notre-Dame
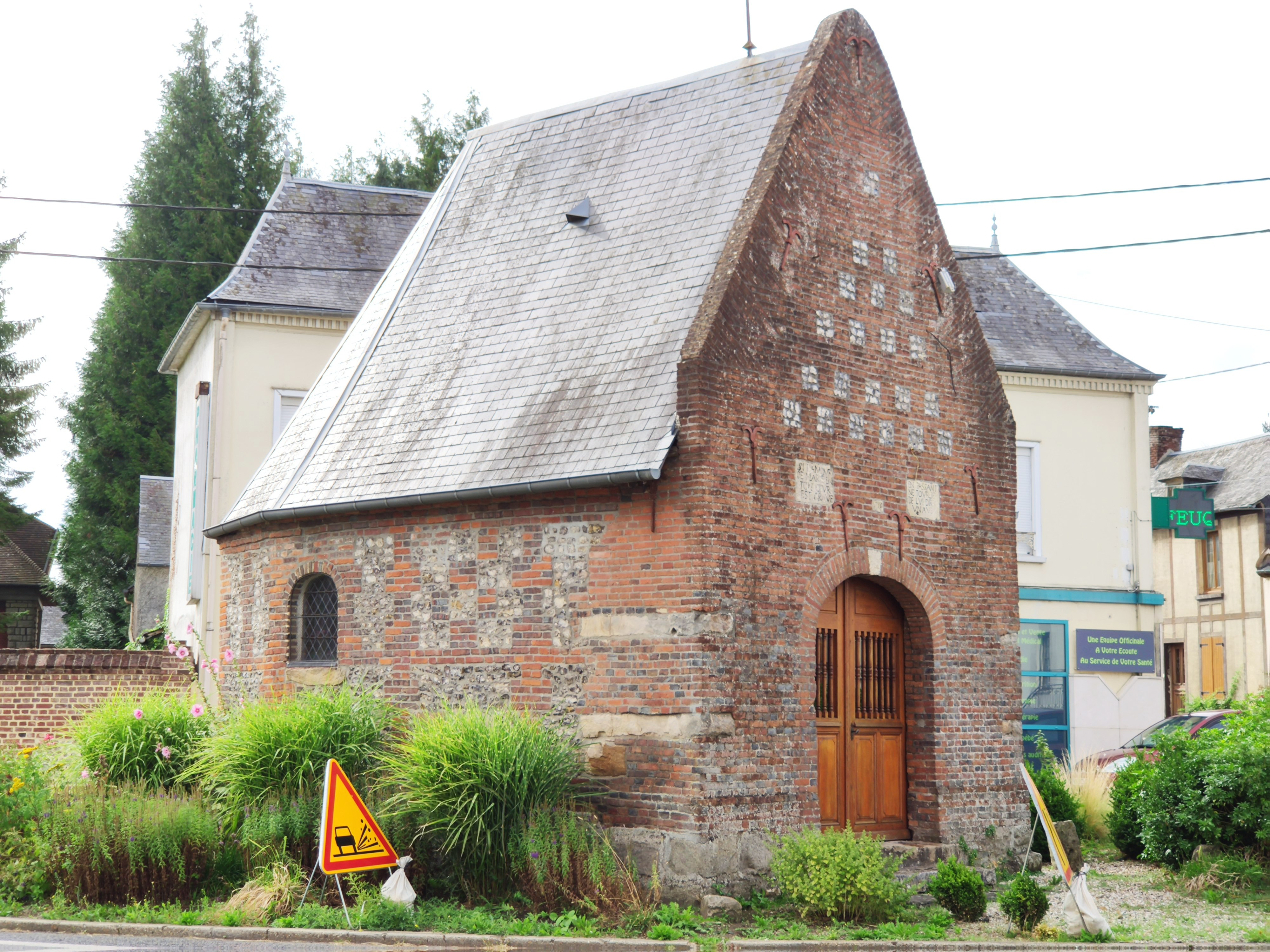
Kapelle Notre-Dame
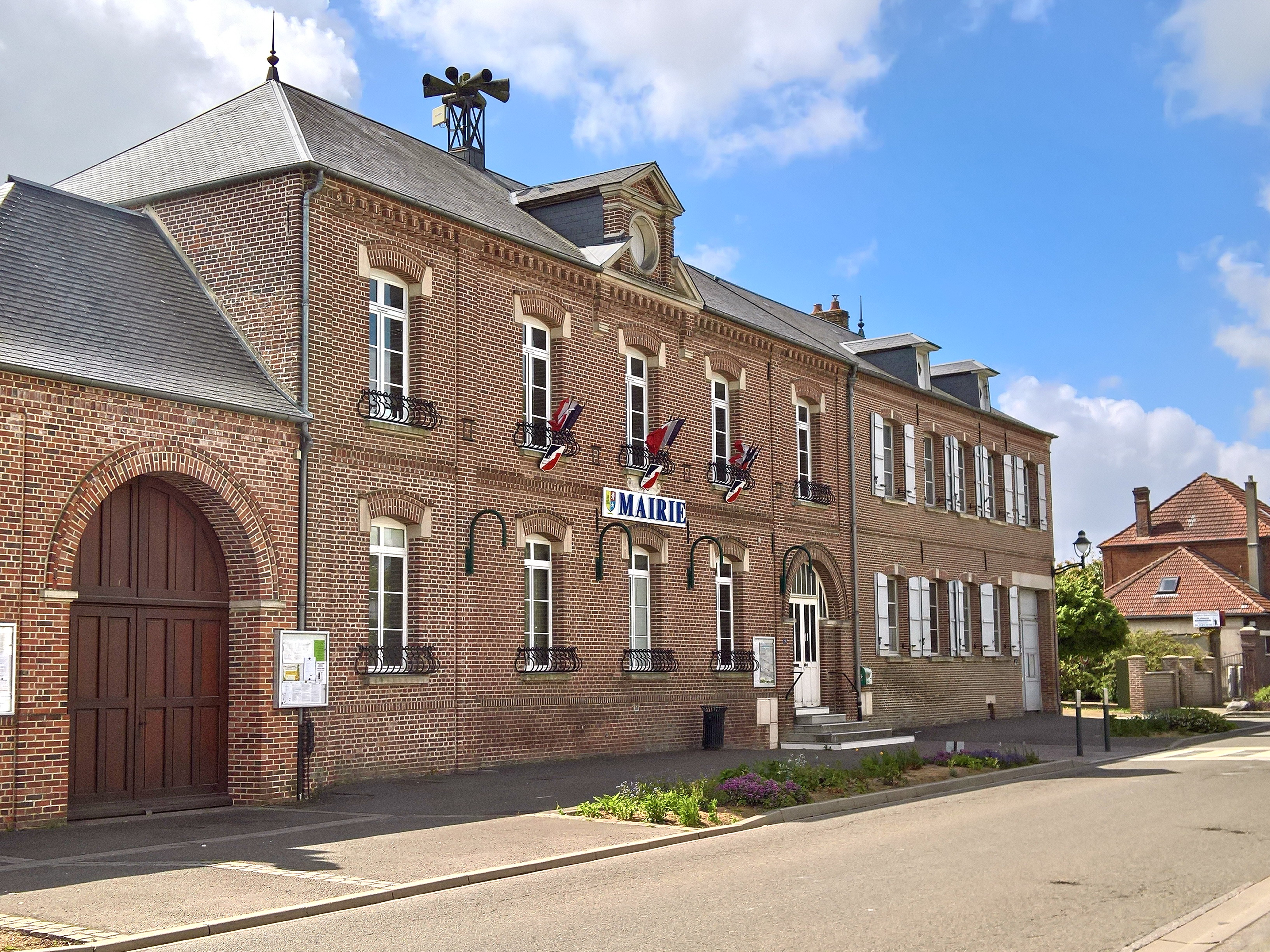
Rathaus (mairie)
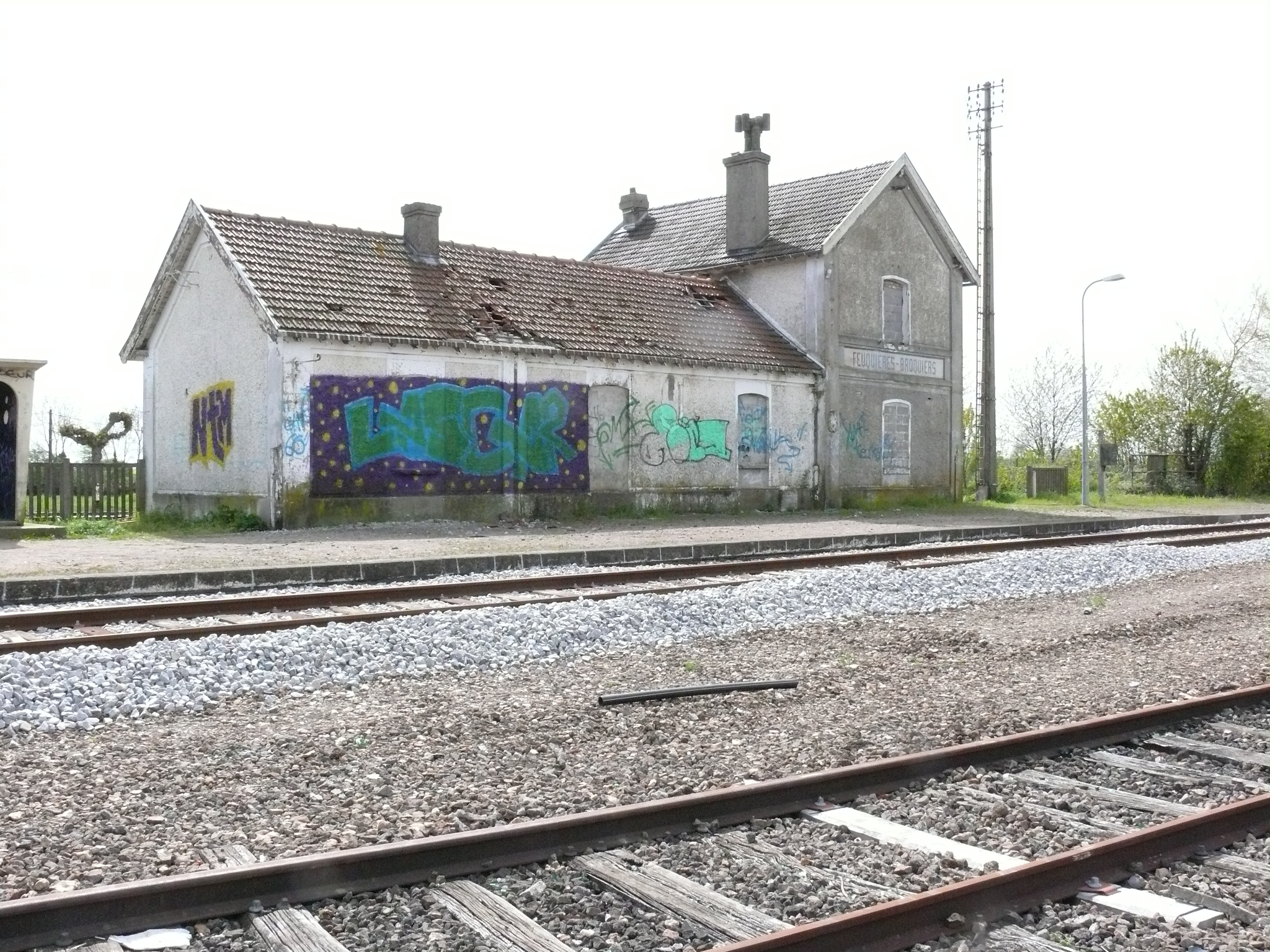
Bahnhof Feuquières
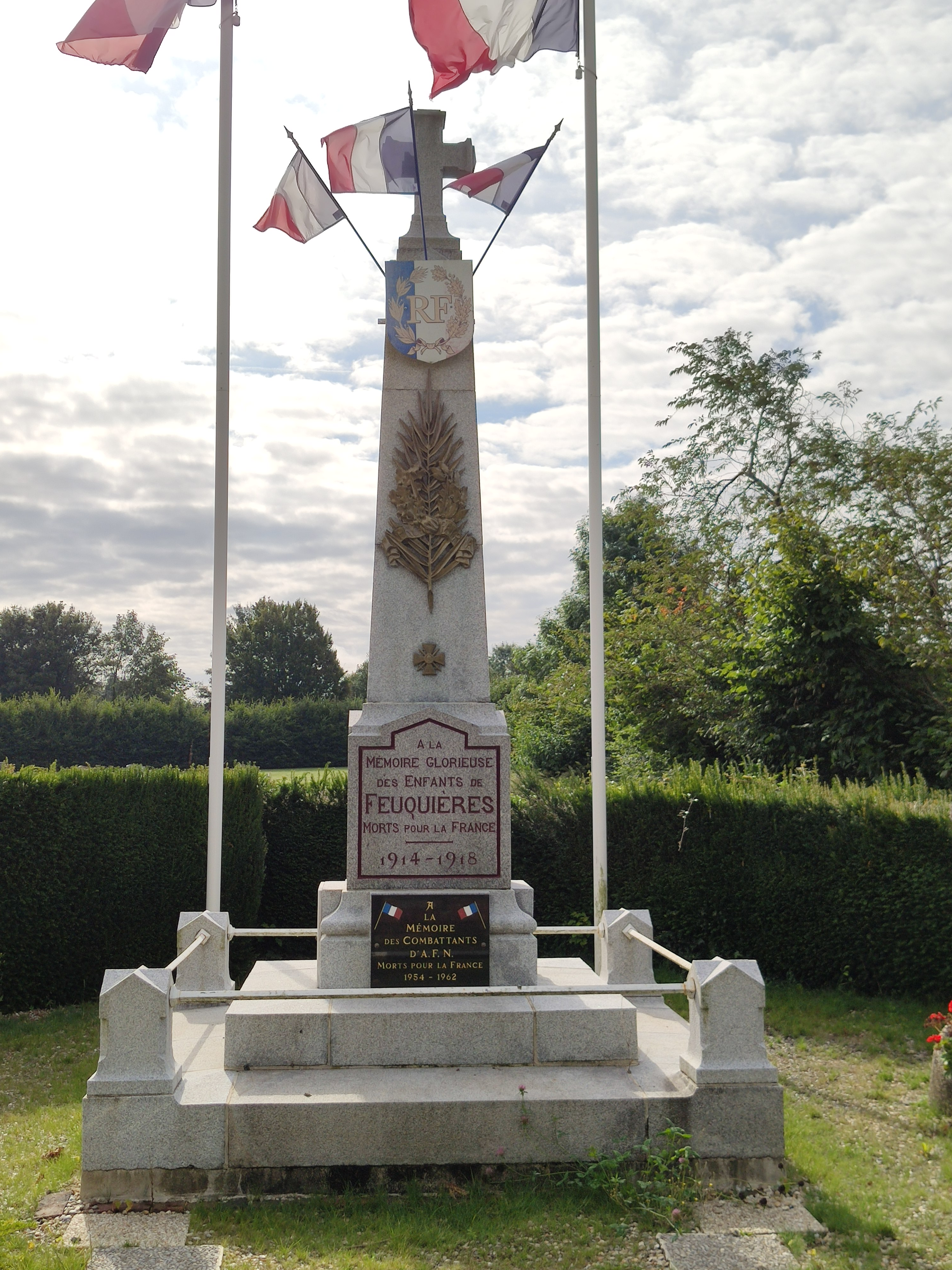
Gefallenendenkmal

## Wirtschaft
Wichtigstes Unternehmen vor Ort ist die Glasfabrik Saverglass.